# Come Hell or High Water
Come Hell or High Water es un álbum en directo de Deep Purple, lanzado en 1994 por BMG.
Las tomas incluidas en el álbum provienen de un show de la gira de "The Battle Rages On" en Stuttgart, Alemania, el 16 de octubre de 1993, más un tema ("Anyone's Daughter") grabado en Birmingham, Inglaterra el 9 de noviembre.
El guitarrista Ritchie Blackmore abandonaría la banda de forma definitiva una semana después del concierto de Birmingham.
Blackmore fue reemplazado provisoriamente por Joe Satriani para el resto de la gira, y luego por Steve Morse como miembro fijo.
"Come Hell or High Water" también fue lanzado en video VHS, y más tarde en DVD.

## Lista de canciones
- Autores: Blackmore, Gillan, Glover, Lord & Paice, salvo los indicados.

1. "Highway Star" – 6:40
2. "Black Night" – 5:40
3. "A Twist in the Tale" (Blackmore, Gillan, Glover) – 4:27
4. "Perfect Strangers" (Blackmore, Gillan, Glover) – 6:52
5. "Anyone's Daughter" – 3:57
6. "Child in Time" – 10:48
7. "Anya" (Blackmore, Gillan, Glover, Lord) – 12:13
8. "Speed King" – 7:29
9. "Smoke on the Water" – 10:26

## Personal
- Ian Gillan - voz
- Ritchie Blackmore - guitarra
- Roger Glover - bajo
- Ian Paice - batería
- Jon Lord - teclados